# Freestyle rap

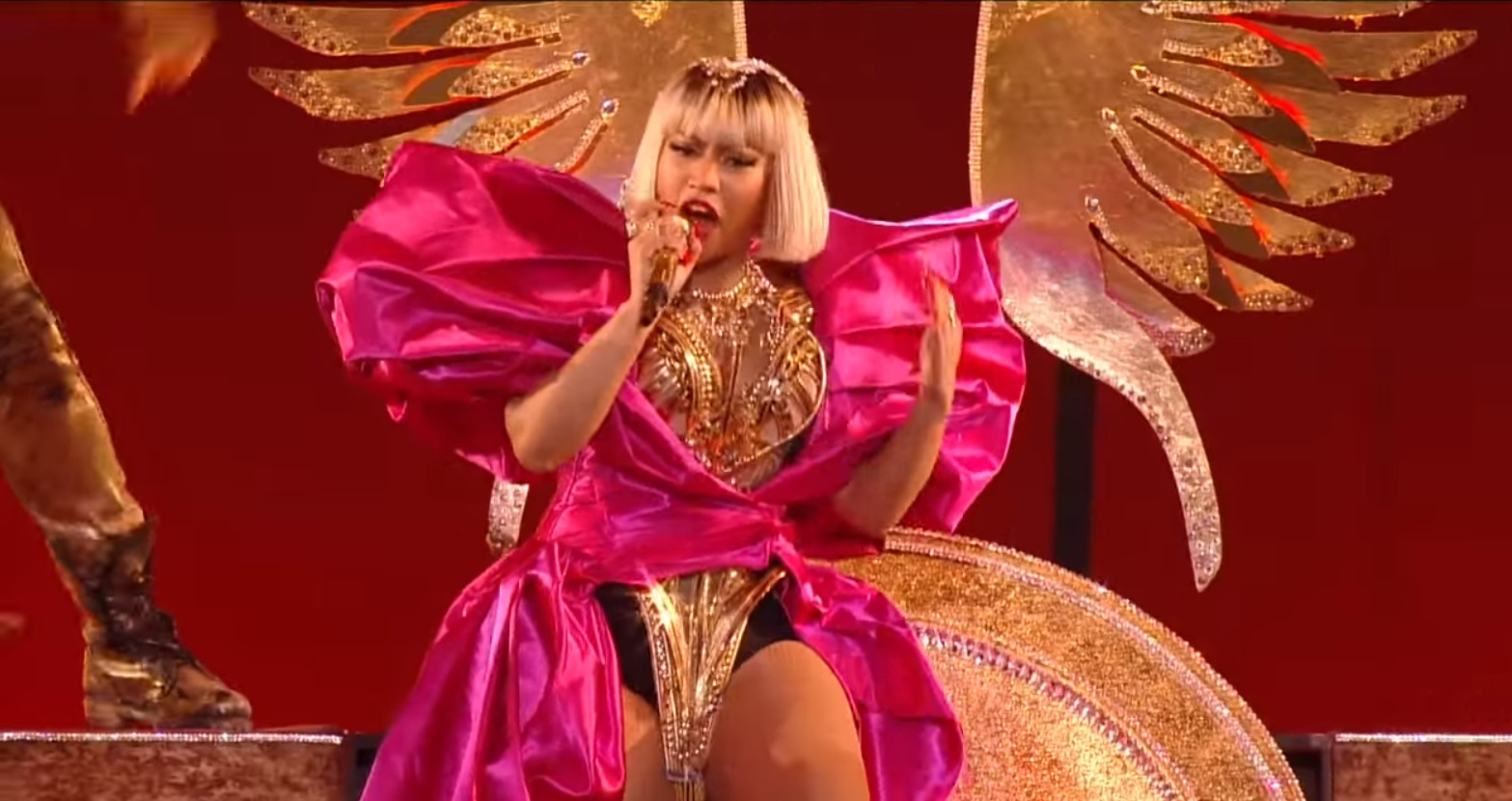
A rapper Nicki Minaj se apresentando no MTV VMA de 2018

Freestyle rap (literalmente rap livre) é um subgênero da música rap e freestyle. Se caracteriza principalmente por letras improvisadas do rapper, expressando o que sente sobre determinado assunto, mas mantendo um flow certo. As "batalhas de MCs" são uma das principais atrações do gênero. Dois rappers fazem freestyle geralmente falando sobre problemas sociais  e reflexivos competindo uns aos outros, e o público decide o vencedor.